# Canistrum seidelianum
Canistrum seidelianum är en gräsväxtart som beskrevs av Wilhelm Weber. Canistrum seidelianum ingår i släktet Canistrum och familjen Bromeliaceae. Inga underarter finns listade i Catalogue of Life.

## Bildgalleri

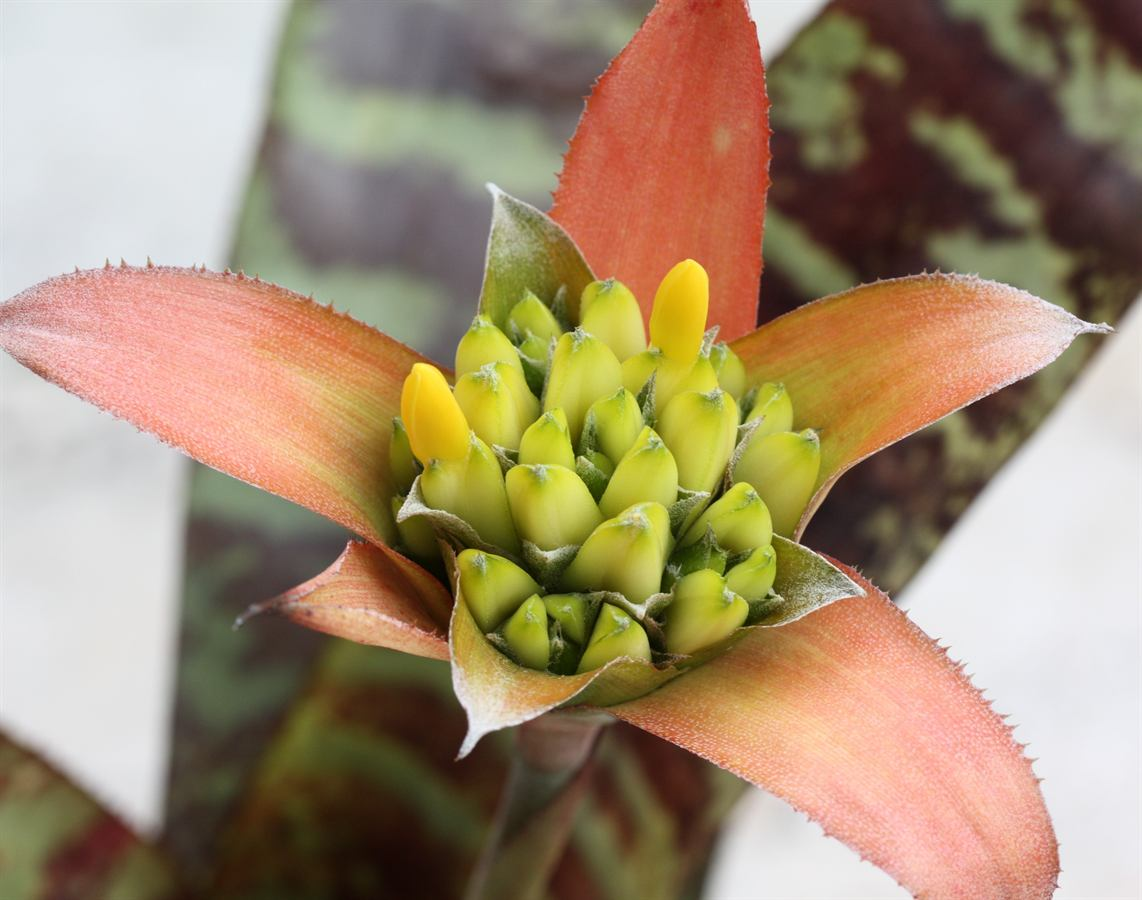